# Ainzón
Ainzón ist ein spanischer Ort und eine Gemeinde (municipio) mit 1.043 Einwohnern (Stand: 2024) im Nordwesten der Provinz Saragossa im Westen der Autonomen Region Aragonien.

## Lage und Klima
Der Ort Ainzón liegt am Río Huecha etwa 65 km (Fahrtstrecke) nordwestlich der Provinzhauptstadt Saragossa nahe der Grenze zur Provinz Soria in einer Höhe von etwa 430 m. Die Kleinstadt Borja befindet sich knapp 4 km nördlich. Das Klima ist gemäßigt bis warm; Regen (ca. 435 mm/Jahr) fällt übers Jahr verteilt.

## Bevölkerungsentwicklung
| Jahr      | 1857  | 1900  | 1950  | 2000  | 2017  |
| Einwohner | 1.565 | 2.064 | 1.851 | 1.228 | 1.095 |

Die Mechanisierung der Landwirtschaft, die Aufgabe bäuerlicher Kleinbetriebe und der damit verbundene Verlust von Arbeitsplätzen führten in der zweiten Hälfte des 20. Jahrhunderts zu einem spürbaren Bevölkerungsschwund (Landflucht).

## Wirtschaft
Jahrhundertelang lebten die Bewohner des Ortes direkt oder indirekt als Selbstversorger von der Landwirtschaft. Der Weinbau spielte im 19. Jahrhundert bis zum Ausbruch der Reblauskrise eine große wirtschaftliche Rolle. Heute tragen Mandelbaumplantagen und die Weine der Umgebung (Denominación de Origen Campo de Borja) wieder zur wirtschaftlichen Erstarkung des Ortes bei.

## Geschichte
Keltische, römische, westgotische und selbst arabisch-maurische Siedlungsspuren wurden bislang nicht entdeckt, obwohl der Ortsname einen arabisch-lateinischen Ursprung haben könnte (aïn = „Quelle“, zon = „Gebiet“). Ainzón wird im Jahr 1121 erstmals urkundlich erwähnt und gehörte zu Besitz der Krone von Aragón. Seit dem Jahr 1453 befand sich der Ort in der Verfügungsgewalt des knapp 20 km westlich gelegenen Zisterzienserklosters Santa María de Veruela.

## Sehenswürdigkeiten
- Die ehemalige Burg (castillo) befand sich mitten im Ort.[4]
- Die Pfarrkirche Nuestra Señora de la Piedad hat mittelalterliche Ursprünge, doch wurden sie und selbst der romanisch anmutende Glockenturm (campanar) im 17. und 18. Jahrhundert komplett erneuert. Das Innere birgt einige bedeutende Ausstattungsgegenstände – darunter der im churrigueresken Stil gefertigte Hauptaltar (retablo) mit einer Schutzmantelmadonna, ein langgestreckter Kruzifixus aus dem 13. Jahrhundert und eine gebogene Marienstatue aus derselben Zeit; ein halbkugelförmiger Taufstein ist ebenfalls erhalten.[5]
- Einige Häuser des Ortes stammen noch aus dem 16. Jahrhundert.
- In den Außenbezirken finden sich mehrere Felsenkeller (bodegas).